# マイクロスリープ
マイクロスリープ（英: Microsleep、マイクロナップ）とは、短ければ数分の一秒、長くても30秒程度睡眠状態に陥ることを指す。

## 概要
マイクロスリープは、睡眠不足・精神的疲労・抑鬱・睡眠時無呼吸症候群・低酸素症・ナルコレプシー・過眠症といったものが原因であることが多い。睡眠不足が原因の場合は予兆なく突然マイクロスリープに陥ることがある。これには不眠などにより不足した睡眠を補う効果があるが、運転中や重機の操縦中など不断の注意を必要とする状況でマイクロスリープ症状が発現すると非常に危険である。

### 研究
マイクロスリープ症状が発現したかどうかをどうやって判定できるかについては合意が見られていない。首を何度もこっくりと揺らす、まぶたが閉じてくるといった行動基準から判定できるという専門家もいれば、脳波の変化が目印になるという専門家もいる。アイオワ大学で行われた研究では、運転中にマイクロスリープ症状が発現した状態で脳波を測定したところ、「覚醒時の8-13Hz（アルファ波）の基礎律動の代わりに、4-7Hz（シータ波）の律動が3-14秒間出現」したと報告されている。